# Skoki narciarskie na Zimowej Uniwersjadzie 1981
Skoki narciarskie na Zimowej Uniwersjadzie 1981 – zawody w skokach narciarskich, które przeprowadzono 25 lutego 1981 w Astún, w ramach Zimowej Uniwersjady 1981.
W programie zawodów znalazł się tylko jeden konkurs – rywalizacja indywidualna na skoczni normalnej. Na obiekcie Trampolín de Saltos Valle de Astún najlepszy okazał się reprezentant Związku Radzieckiego Władimir Bojarincew, srebrny medal zdobył Fin Keijo Korhonen, a na najniższym stopniu podium stanął rywalizujący w barwach Japonii Yūji Kawamura. W zawodach wzięło udział 15 skoczków z 6 reprezentacji: Austrii, Finlandii, Francji, Hiszpanii, Japonii oraz Związku Radzieckiego.

## Wyniki

### Konkurs indywidualny na skoczni normalnej (25.02.1981)
Źródło: 
| M   | Zawodnik            | Reprezentacja     | Skok 1 | Skok 2 | Wynik punktowy |
| --- | ------------------- | ----------------- | ------ | ------ | -------------- |
| 1.  | Władimir Bojarincew | Związek Radziecki | 80,5 m | 82,5 m | 248,5          |
| 2.  | Keijo Korhonen      | Finlandia         | 81,0 m | 80,5 m | 248,1          |
| 3.  | Yūji Kawamura       | Japonia           | 81,5 m | 81,0 m | 247,7          |
| 4.  | Norihiro Kanno      | Japonia           | 81,0 m | 78,0 m | 241,1          |
| 5.  | Leonid Romanow      | Związek Radziecki | 78,0 m | 78,0 m | 233,8          |
| 6.  | Shin’ichi Tanaka    | Japonia           | 78,5 m | 78,5 m | 231,9          |
| 7.  | Rupert Gürtler      | Austria           | 78,0 m | 76,0 m | 230,6          |
| 8.  | Pasi Ronkainen      | Finlandia         | 75,0 m | 73,5 m | 227,6          |
| 9.  | Hiroyasu Aizawa     | Japonia           | 75,0 m | 73,5 m | 222,3          |
| 10. | Kari Pätäri         | Finlandia         | 77,5 m | 71,5 m | 219,6          |
| 11. | Eric Lazzaroni      | Francja           | 72,5 m | 71,0 m | 204,3          |
| 12. | Wiaczesław Kotkow   | Związek Radziecki | 70,0 m | 71,0 m | 201,8          |
| 13. | Tomás Cano          | Hiszpania         | 71,0 m | 69,0 m | 194,7          |
| 14. | Franck Salvi        | Francja           | 64,0 m | 69,0 m | 177,0          |
| 15. | Juan Meno           | Hiszpania         | 59,0 m | 62,0 m | 153,8          |
| 16. | José Rivera         | Hiszpania         | 54,0 m | 54,0 m | 126,6          |